# Крушинський Борис Миколайович
Борис Миколайович Крушинський (нар. 10 травня 2002, с. Садковичі, Самбірський район, Львівська область, Україна) — український футболіст, півзахисник житомирського «Полісся». Виступав за молодіжну збірну України.

## Життєпис
Народився в селі Садковичі Самбірського району. Вихованець ДЮСШ (Мостиська) та «Львів».
Виступав за юнацьку та молодіжну команду львів'ян. 2 вересня 2020 року підписав 3-річний контракт з «левами». У серпні 2020 року переведений до першої команди клубу. У футболці «Львова» дебютував 28 квітня 2021 року в нічийному (1:1) домашньому поєдинку 18-го туру Прем'єр-ліги проти львівського «Руху». Борис вийшов на поле на 62-ій хвилині, замінивши Альваро.
6 січня 2023 року «Львів» оголосив про перехід Крушинського в житомирське «Полісся». Дебютував за команду 9 квітня 2023 року в матчі проти запорізького «Металургу» (1:2).